# Гелон II
Гелон II (до 266—216 годы до н. э.) — царь Сиракуз в 240—216 годах до н. э.
Единственный сын царя Гиерона II, который в 240 году до н. э. сделал его своим соправителем. 
Согласно Полибию, Гелон был покорным сыном; тем не менее после поражения римской армии при Каннах он стал сторонником сближения с Карфагеном в пику отцу, к тому времени почти 50 лет придерживавшемуся союза с Римом. Это обеспечило молодому царю симпатии демоса Сиракуз и других сицилийских городов, опираясь на которую он поднял восстание против Гиерона. Однако уже через несколько месяцев Гелон умер (215 год до н. э.).
Гелон был женат на Нереиде, происходящей из эпирского царского рода Пирридов. В этом браке родились Гиероним, ставший в 215 году до н. э. последним царём Сиракуз, и Гармония, ставшая женой Фемиста.